# Chartum (film)
Chartum – brytyjski dramat polityczno-wojenny Basila Deardena z 1966 roku, oparty na historycznych wydarzeniach rozgrywających się pod koniec XIX wieku w Sudanie podczas powstania Mahdiego. 
Epicka opowieść o heroizmie generała Charlesa Gordona, który przeciwstawiając się islamskiej rebelii Mahdiego, oblężony w Chartumie i do końca licząc na odsiecz, zginął z rąk mahdystów po zdobyciu miasta 26 stycznia 1885 r. W tle ukazano polityczne kalkulacje i zabiegi związane z sytuacją w Sudanie, które spowodowały poświęcenie generała Gordona w imię globalnych interesów brytyjskiego imperium. 

## Obsada (główne role)
- Charlton Heston – generał Charles Gordon, wojskowy gubernator Sudanu
- Laurence Olivier – Mahdi, przywódca religijno-narodowej rebelii
- Ralph Richardson –  brytyjski premier Gladstone
- Hugh Williams – lord Hartington, minister wojny
- Richard Johnson – pułkownik Stewart, adiutant Gordona
- Alexander Knox – Evelyn Baring, brytyjski konsul generalny w Egipcie
- Nigel Green – generał Wolseley, dowódca wojsk wysłanych z odsieczą
- Michael Hordern – lord Granville, minister spraw zagranicznych
- Zia Mohyeddin – Zubeir pasza, wpływowy handlarz niewolników
- Edward Underdown – pułkownik Hicks, dowódca ekspedycyjnych wojsk egipskich
- Peter Arne – major Kitchener, dowódca angielskich wojsk ekspedycyjnych
- Douglas Wilmer – kalif Abdullahi, zaufany wódz Mahdiego
- Ralph Michael – Charles Dilke, liberalny polityk